# Pachypops fourcroi
Pachypops fourcroi är en fiskart som först beskrevs av Lacepède 1802.  Pachypops fourcroi ingår i släktet Pachypops och familjen havsgösfiskar. Inga underarter finns listade i Catalogue of Life.